# Serbiens Frivillige Garde
Serbiens Frivillige Garde kendt under navnet Arkans Tigre var en serbisk paramilitær gruppe, som uddannede serbere fra Beograds lokale fodbold-hooligans til elitesoldater.
Gruppen var især aktiv under den serbisk-kroatiske konflikt i Krajina og i Srebrenica-massakren i Bosnien. Og igen i Kosovo fra 1998 – 1999. 
Gruppen var under ledelse af Zeljko Raznjatovic, også kaldet Arkan. Under den jugoslaviske borgerkrig spillede "tigrene" en stor rolle. De stod bl.a bag flere sager om massemord, etniske udrensninger og krigsforbrydelser i Bosnien og Kroatien.
Flere af gruppens medlemmer er i dag eftersøgt af Den internationale Krigsforbryderdomstol i Haag for de krigsforbrydelser, som gruppen udøvede under den jugoslaviske borgerkrig.
Gruppens leder Zeljko Raznjatovic blev dræbt i 2000, midt i sin hjemby Beograd
| Militær | Spire Denne artikel om militær er en spire som bør udbygges. Du er velkommen til at hjælpe Wikipedia ved at udvide den. |